# سابرینا گونزالس پاسترسکی
سابرینا گونزالس پاسترسکی (انگلیسی: Sabrina Gonzalez Pasterski؛ زادهٔ ۳ ژوئن ۱۹۹۳) یک فیزیک‌دان آمریکایی از شیکاگو، ایلینوی است که در زمینهٔ نظریه ریسمان و فیزیک ذرات مطالعه می‌نماید. او از خود تحت عنوان «یک نسل اولی سربلند از فارغ التحصیلان آموزشگاه‌های عمومی کوبایی-آمریکایی و شیکاگو» یاد می‌کند. او مطالعات خود را در مؤسسه فناوری ماساچوست به پایان رساند و اکنون دانشجوی دانشگاه هاروارد است.
او به‌طور مشخص به مطالعه سیاه‌چاله‌ها و مسئله زمان و فضا با تأکید بر گرانش در کوانتم فیزیک علاقه دارد. دستاوردهای علمی پاسترسکی ازجمله در زمینهٔ «یادمان‌های نو گرانشی» می‌باشد. او به دلیل ارائهٔ مفهوم «مثلث» شناخته شده‌است که به برقراری ارتباط بین ایده‌های فیزیکی متعدد می‌پردازد.

## پیشینه
سابرینا پاسترسکی در یک خانواده کوبایی آمریکایی در سال ۱۹۹۳ در شهر شیکاگو زاده شد. او تنها ۱۴ سال داشت که به تنهایی یک هواپیمای تک‌موتوره ساخت و با آن بر فراز دریاچه میشیگان پرواز کرد. سابرینا پاسترسکی در سال ۲۰۱۰ دیپلم دبیرستانش را گرفت و سپس به دانشگاه ام.آی. تی رفت. او دوره کارشناسی را در این دانشگاه با بالاترین معدل ممکن در سه سال به اتمام رساند و سپس برای دریافت مدرک دکترا به دانشگاه هاروارد دعوت شد. دانشگاه به او اختیار تام داده‌است که بدون دخالت استادان یا مسئولان دانشگاه به‌طور آزاد به تحقیق بپردازد.
خانم پاسترسکی در سال ۲۰۱۵ توسط مجله فوربس به عنوان یکی از سی فرد برتر زیر سی سال که مسیر دنیا را تغییر خواهند داد، انتخاب شد. این درحالی است که دانشگاه‌ام آی تی هم در سال ۲۰۱۲ او را به عنوان یکی از سی دانشمند برتر زیر سی سال در آمریکا انتخاب کرده بود.